# Bernard Bouley
Pour les articles homonymes, voir Bouley.
Bernard Bouley, né le 11 juillet 1950 à Paris, est un homme politique français. À la suite de l'élection de Franck Marlin comme maire d'Étampes, il devient député de la deuxième circonscription de l'Essonne en 2020. Il est élu maire de Milly-la-Forêt en 2024.

## Biographie
D'origine parisienne, Bernard Bouley emménage à Mennecy, dans l'Essonne, en 1978. Il se présente comme chef d'entreprise.
Il est le président de l'Association pour la santé au travail en Essonne (ASTE),.
Alors adjoint à Mennecy, il est candidat à une élection législative partielle en 1995 dans la deuxième circonscription de l'Essonne, en tant que suppléant de Franck Marlin, dissident du Rassemblement pour la République (RPR) et maire d'Étampes. Ils sont élus, puis réélus en 1997 à 2017 sous les différentes étiquettes du RPR, de l'Union pour un mouvement populaire puis des Républicains.
En janvier 2013, il est candidat à l'élection municipale partielle de Morigny-Champigny sur la liste de la maire sortante Catherine Carrère. Il est élu conseiller municipal à l'issue du scrutin.
Aux élections municipales de 2020, Bernard Bouley est élu conseiller municipal de Milly-la-Forêt et Franck Marlin réélu maire d'Étampes,. Cependant, une nouvelle législation sur le cumul des mandats interdit à ce dernier d'occuper les deux fonctions simultanément. Il quitte alors l'Assemblée nationale, où lui succède Bernard Bouley,.
Il ne se présente pas pour un second mandat aux élections législatives de 2022.
Bernard Bouley intègre le groupe Les Républicains.
En octobre 2024, il devient maire de Milly-la-forêt, à la suite de la démission de Patrick Sainsard.